# Istituto per la Storia della società e dello Stato Veneziano
L’Istituto per la Storia della società e dello Stato Veneziano è nato nel 1955 allo scopo di approfondire lo studio della società e dello stato veneziano nei vari aspetti. Oltre allo studio della millenaria Repubblica Serenissima l'Istituto è mirato sul periodo del 1800 e 1900 dove la città non è più capitale.
L'istituto è all'interno della Fondazione Giorgio Cini presso l'isola di San Giorgio Maggiore.

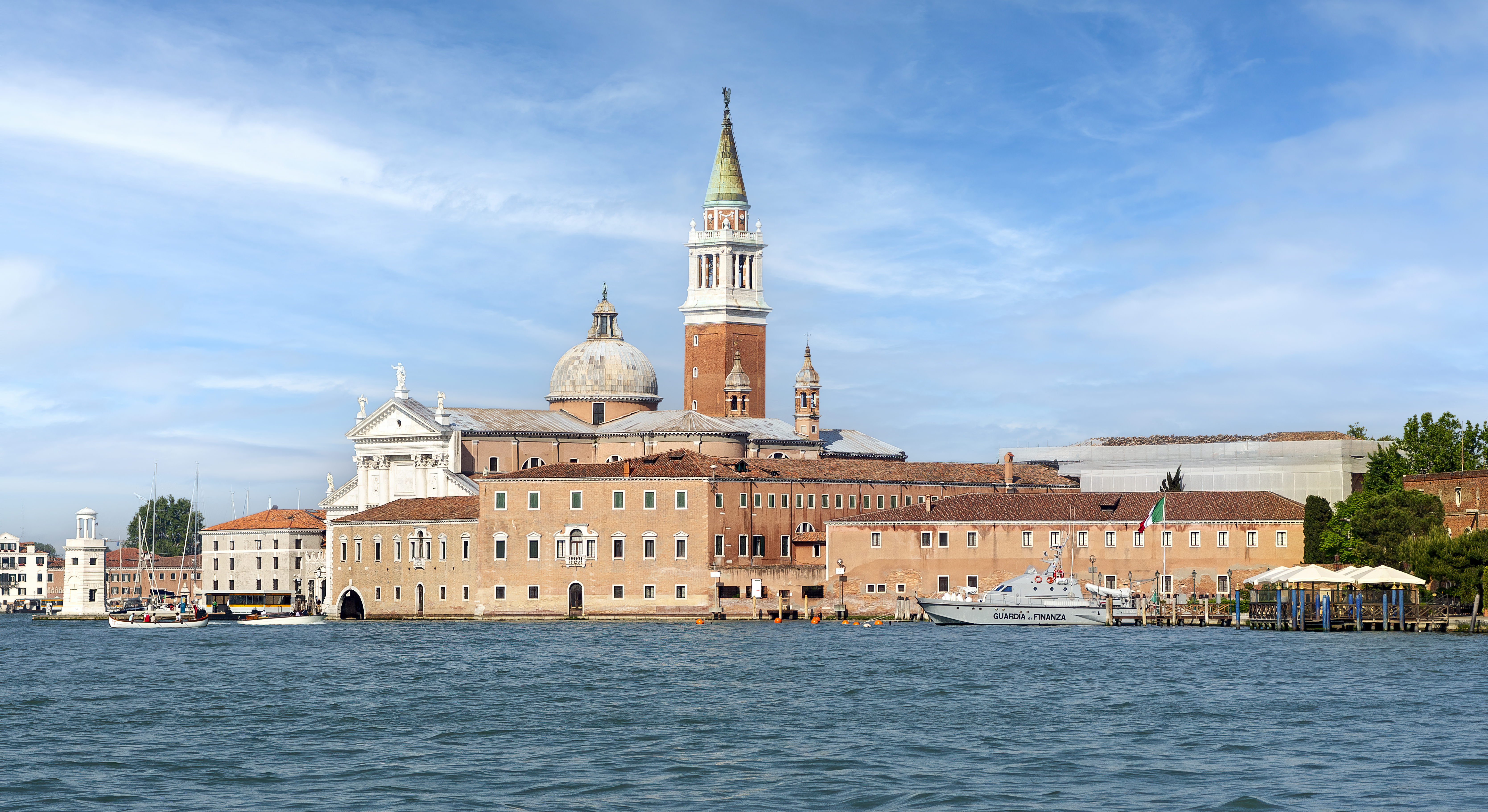
Isola di San Giorgio Maggiore

## Storia
L’Istituto nasce nel 1955 ed e viene diretto fino al 1963 da Gian Piero Bognetti, storico del diritto italiano cattedratico all'Università Statale di Milano. Successivamente fino al 1979 viene nominato Agostino Pertusi ordinario di filologia bizantina alla Università Cattolica di Milano. In seguito abbiamo Gaetano Cozzi docente di storia moderna e di storia delle istituzioni politiche e sociali all’Università Ca’ Foscari di Venezia. Dal 1999 il direttore è Gino Benzoni docente anch’egli presso l’ateneo veneziano.
Numerose sono state le pubblicazioni ed i convegni. Rilevanti le due campagne di scavi a Torcello del 1961 e del 1962 (con indagini paleobotaniche e analisi di reperti vetrari) da cui deriva nuova luce al tormentato e arduo problema delle origini di Venezia: Torcello aveva una sviluppata orticoltura, era stabilmente abitata nell’età romana e legata ad Altino.
Dal 1959 al 1964 viene pubblicato il bollettino dell'Istituto di Storia della Società e dello Stato Veneziano mentre dal 1965 viene pubblicato il libro Studi Veneziani.